# Lorient
Lorient [lɔʁjɑ̃] (bretonisch: An Oriant) ist eine französische Stadt und Gemeinde mit 58.202 Einwohnern (Stand 1. Januar 2022) im Département Morbihan in der Region Bretagne. Sie ist Unterpräfektur des Arrondissements Lorient und Sitz des Gemeindeverbandes Lorient Agglomération.

## Geografie
Die Hafenstadt Lorient liegt am Ufer des Flusses Blavet an der Einmündung des Nebenflusses Scorff in einer Höhenlage von 15 Metern.

## Geschichte

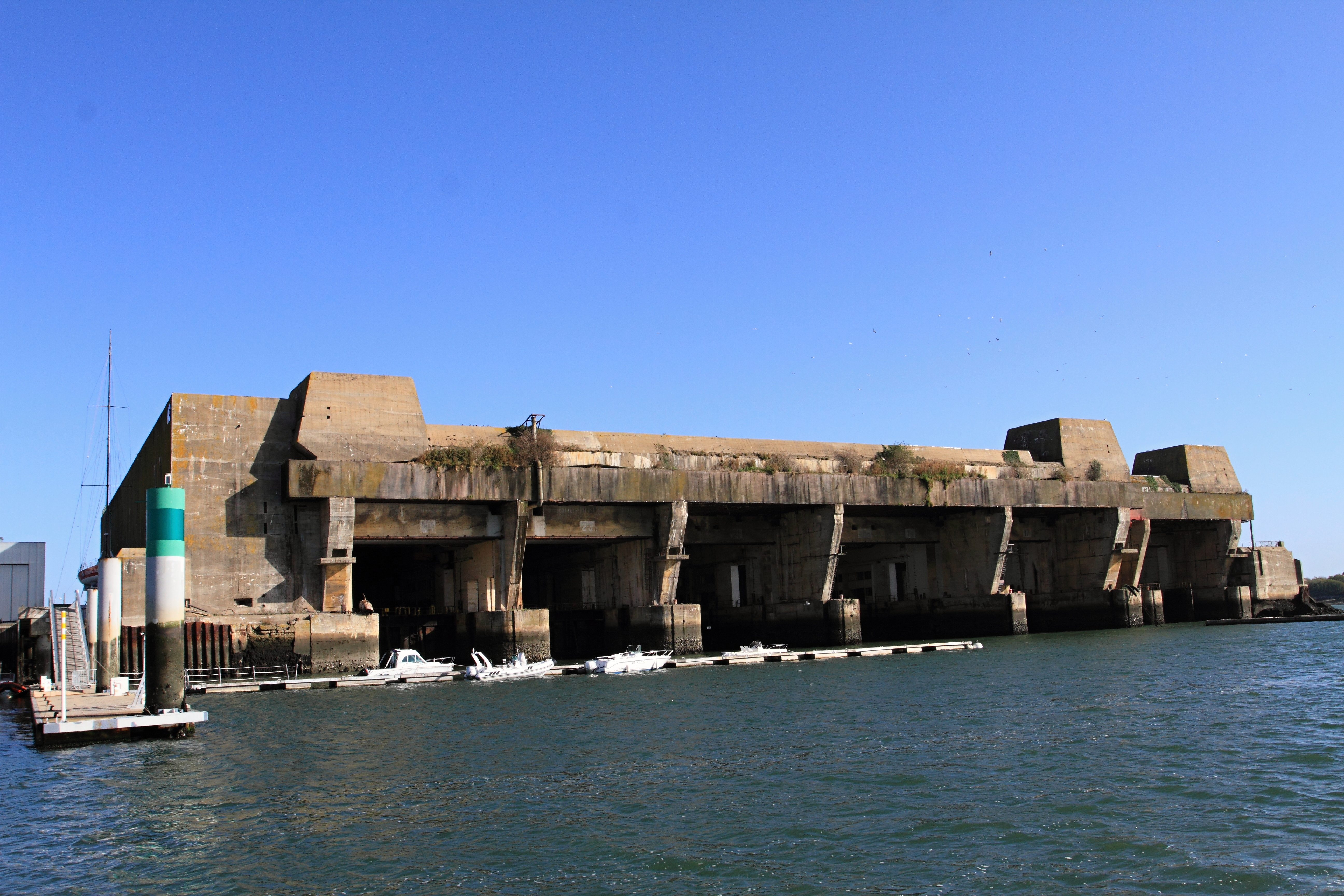
U-Boot-Bunker Keroman III

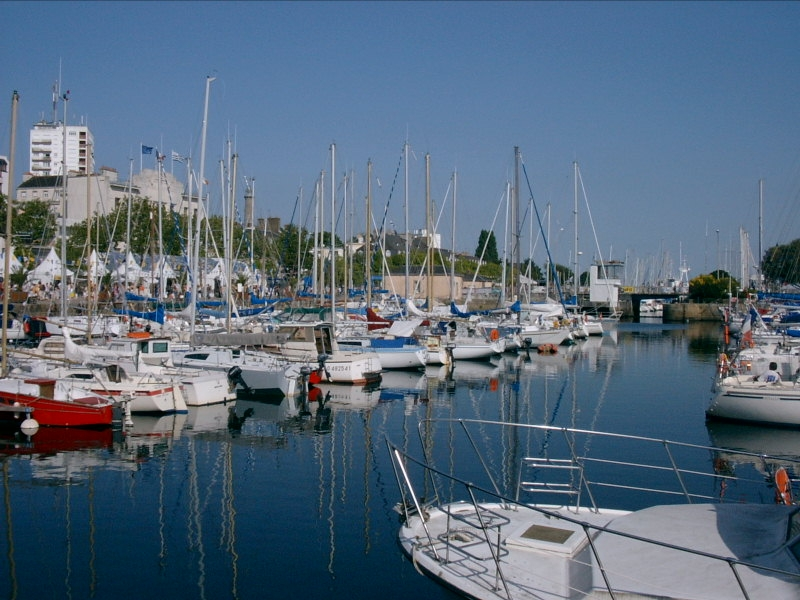
Yachthafen Port de Plaisance

Der Name Lorient stammt von L’Orient (der Orient), da hier früher der Heimathafen der französischen Ostindien-Kompanie war. Von Beginn an bildete der Hafen den Mittelpunkt eines ausgedehnten Handelsgeflechts, das die Geschäfte zahlreicher Händler, Kaufleute und Produzenten in ganz Europa miteinander verband. Hier legten die Schiffe ab in Richtung der Maskarenen, Indien oder China, um aus dem Orient mit den begehrten Gütern Seide, Gold und Gewürze zurückzukehren.
1770 wurde der Hafen mit all seinen Einrichtungen vom Staat übernommen. 1792 heuerte die Korsin Louise Antonini als Mann verkleidet auf einer Fregatte an, die als Freibeuter in die Karibik segelte. Unter Napoleon wurde er dann zum Kriegshafen. 1927 entstand der Fischereibetrieb Kéroman, der erstmals industriell produzierte. Die Straßenbahn Lorient fuhr von 1901 bis 1944.
Im Zweiten Weltkrieg – am 25. Juni 1940 – besetzte die deutsche Wehrmacht den Hafen und unterhielt ein Marinelazarett. Am 28. Oktober 1940 ordnete Hitler auf Anregung von BdU Karl Dönitz an, die Organisation Todt in Lorient betonierte U-Boot-Unterstände bauen zu lassen. Wie kaum eine andere Stadt hatte Lorient unter dem Zweiten Weltkrieg zu leiden: Da die alliierten Luftangriffe den U-Boot-Bunker nicht zerstören konnten, wurden die Versorgungslinien zum U-Boot-Stützpunkt bombardiert, so dass 1943 fast die ganze Stadt zerstört wurde. Die U-Boot-Bunker blieben zwar intakt, waren ohne Nachschub aber kaum mehr zu nutzen. Nach der Invasion in der Normandie (Operation Overlord) im Sommer 1944 wurde die Stadt in der Schlacht um die Bretagne von amerikanischen Streitkräften belagert. Die Deutschen konnten die Atlantikfestung aber bis zum 10. Mai 1945 halten. 25.000 Stadtbewohner mussten nach den Bombenschäden des Krieges in Baracken oder auf Bauernhöfen wohnen.
Der Wiederaufbau ab 1947–1949 verstärkte die Identität einer ville nouvelle, einer „neuen Stadt“. Die Place Alsace-Lorraine wurde stark vergrößert neu angelegt und die Kirche Notre-Dame-des-Victoires entstand als völliger Neubau. Um die Mitte der 1960er Jahre waren die meisten Arbeiten abgeschlossen. Zuvor waren noch einige Überreste von Jugendstil und Architektur der 1930er Jahre erhalten geblieben. Mit seinem durch und durch modernen Charakter fällt Lorient aus der Reihe der üblichen bretonischen Typisierung heraus.

## Bevölkerungsentwicklung
| Jahr                       | 1962   | 1968   | 1975   | 1982   | 1990   | 1999   | 2011   | 2019   |
| Einwohner                  | 60.566 | 66.444 | 69.769 | 62.554 | 59.271 | 59.189 | 57.408 | 57.246 |
| Quellen: Cassini und INSEE |        |        |        |        |        |        |        |        |

## Wirtschaft
Lorient ist heute neben Boulogne-sur-Mer der größte Fischereihafen Frankreichs. Etwa zwölf Kilometer westlich liegt der Flughafen Lorient. Die Stadt ist über die Bahnstrecke Savenay–Landerneau an das TGV-Netz angebunden.

## Kultur und Bildung
Anfang August findet hier jedes Jahr für zehn Tage das Festival Interceltique de Lorient statt. Hierzu strömt ein Vielfaches der Einwohnerzahl an Menschen in die Stadt. Regelmäßig werden auch CDs und DVDs mit Auszügen aus den Live-Konzerten herausgegeben.
In Lorient gibt es eine Universität, die Université Bretagne Sud.

## Sport
Der bekannteste Sportverein der Stadt ist der Football Club Lorient-Bretagne Sud (FC Lorient). Erst spät in seiner Geschichte war der Verein im professionellen Bereich (1967–1977 und wieder seit 1995) vertreten. Er spielte seit der Saison 2006/07 in der Ligue 1, stieg 2017 in die Ligue 2 ab, nachdem er das Relegationsspiel gegen den ES Troyes AC verloren hatte, und schaffte zur Saison 2020/21 wieder den Aufstieg in die erste Liga.
Bei der Hochseeregatta Volvo Ocean Race 2011–2012 und 2014–2015 war Lorient Etappenziel und Gastgeber eines In-Port-Race.

## Persönlichkeiten
- Frédéric Adam (* 1973), Fußballspieler
- Eugène Anthiome (1836–1916), Komponist
- Erwan Balanant (* 1971), Politiker
- Alcide Le Beau (1873–1943), Maler
- Jean Raymond Bourke (1772–1847), General der Infanterie
- Redwan Bourlès (* 2003), Fußballspieler
- Auguste Brizeux (1803–1858), Schriftsteller
- Jean Caugant (1911–1999), Radrennfahrer
- Delphine Coulin (* 1972), Autorin, Drehbuchautorin und Filmregisseurin
- Nicole Le Douarin (* 1930), Entwicklungsbiologin
- Adolphe Duparc (1857–1946), römisch-katholischer Geistlicher und Bischof
- Pierre Fatou (1878–1929), Mathematiker
- Auguste Gougeard (1827–1886), Offizier und Politiker
- Ernest Hello (1828–1885), Schriftsteller und Philosoph.
- Viktor Lazlo (* 1960), Pop-Sängerin
- Ronan Le Crom (* 1974), Fußballspieler
- Enzo Le Fée (* 2000), Fußballspieler
- Eddy Le Huitouze (* 2003), Radrennfahrer
- Eli Junior Kroupi (* 2006), französisch-ivorischer Fußballspieler
- Jean-Paul Maho (* 1945), Radrennfahrer
- Victor Massé (1822–1884), Komponist
- Jérémy Morel (* 1984), Fußballspieler
- Émile de Najac (1828–1889), Librettist
- Béatrice Patrie (* 1957), Politikerin und Richterin
- Eugénie Potonié-Pierre (1844–1898), Feministin
- Edmond Prouhet (1834–1922), Seeoffizier und Konteradmiral
- François de La Rocque (1885–1946), Politiker
- Rita Strohl (1865–1941), Pianistin und Komponistin
- Flavien Termet (* 2002), Politiker
- Pierre Tixier (1918–1997), Bryologe
- Georges Vallerey senior (1902–1956), Schwimmer

## Partnerstädte
|  | Wirral                | Vereinigtes Königreich | seit 1957 (bis 1975 als dann eingemeindetes Bebington) |
|  | Ludwigshafen am Rhein | Deutschland            | seit 1963                                              |
|  | Galway                | Irland                 | seit 1974                                              |
|  | Ventspils             | Lettland               | seit 1974                                              |
|  | Vigo                  | Spanien                | seit 1983                                              |
|  | České Budějovice      | Tschechien             | seit 1997                                              |